# Palm Springs (Califòrnia)
Palm Springs és una població dels Estats Units a l'estat de Califòrnia. Segons el cens del 2007 tenia 42.350 habitants.

## Demografia
Segons el cens del 2000, Palm Springs tenia 42.807 habitants, 20.516 habitatges, i 9.457 famílies. La densitat de població era de 175,4 habitants/km².
Per edats la població es repartia de la següent manera: un 17% tenia menys de 18 anys, un 6,1% entre 18 i 24, un 24,2% entre 25 i 44, un 26,4% de 45 a 60 i un 26,2% 65 anys o més.
L'edat mediana era de 47 anys. Per cada 100 dones de 18 o més anys hi havia 107,4 homes.
La renda mediana per habitatge era de 35.973 $ i la renda mediana per família de 45.318 $. Els homes tenien una renda mediana de 33.999 $ mentre que les dones 27.461 $. La renda per capita de la població era de 25.957 $. Entorn de l'11,2% de les famílies i el 15,1% de la població estaven per davall del llindar de pobresa.

## Poblacions més properes
El següent diagrama mostra les poblacions més properes.